# Listă de companii din Țările de Jos
Aceasta este o listă de companii din Țările de Jos.
- Aegon
- Ahold
- Akzo Nobel
- ASML
- Corporate Express
- Fortis (bancă belgiano-neerlandeză)
- Hagemeyer
- Heineken
- ING
- KLM
- Philips
- Randstad Holding
- Reed Elsevier (companie anglo-neerlandeză)
- Royal Dutch Shell (companie anglo-neerlandeză)
- Unibail-Rodamco (companie franco-neerlandeză)
- Unilever (companie anglo-neerlandeză)
- Wolters Kluwers